# Archäologische Landschaft der Sassaniden in der Region Fars
Unter der Bezeichnung Archäologische Landschaft der Sassaniden in der Region Fars fasst die UNESCO eine Reihe archäologischer Denkmäler im Südosten der iranischen Provinz Fars zusammen, die in die Liste des UNESCO-Weltkulturerbes eingetragen sind. Es handelt sich um bauliche Überreste des Sassanidenreiches aus der Zeit vom 3. bis zum 7. Jahrhundert n. Chr.

## Hintergrund

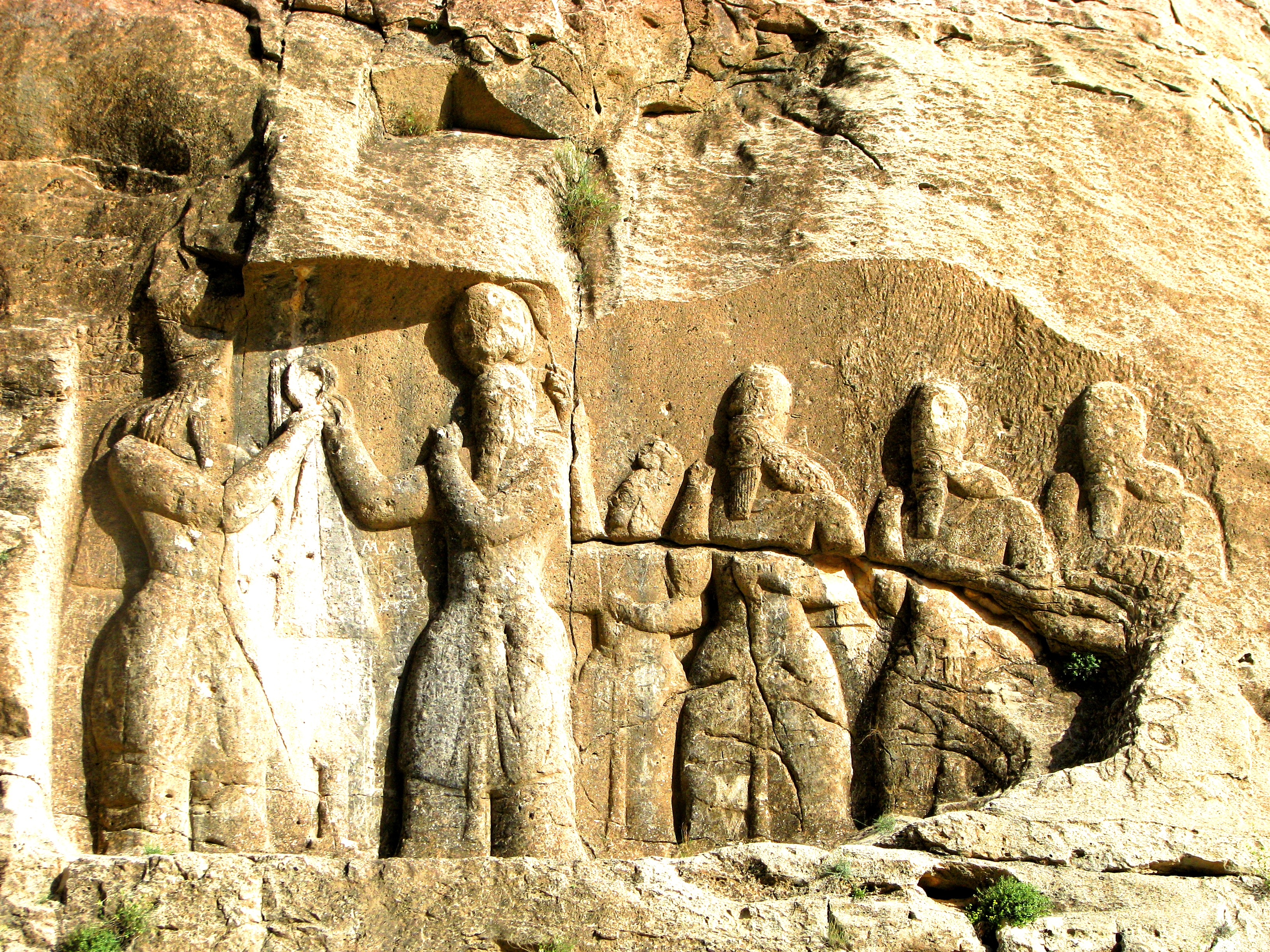
Felsrelief mit der Krönung Ardaschirs I., des Begründers des Sassanidenreiches; Teil der „Archäologischen Landschaft der Sassaniden in der Region Fars“

Die Sassaniden waren eine persische Königsdynastie, deren Name sich von dem angeblichen Stammvater Sassan herleitet. Der erste historisch greifbare Herrscher der Familie war Ardaschir I., ursprünglich Unterkönig in der Region Persis, die wie große Teile des Vorderen Orients zum Partherreich gehörte. Ardaschir gelang es in den 220er Jahren n. Chr., von der Persis aus in sehr kurzer Zeit das gesamte parthische Herrschaftsgebiet zu unterwerfen. Das so von ihm begründete Großreich erstreckte sich im Wesentlichen von Mesopotamien im Westen bis in das heutige Pakistan im Osten (zur Zeit seiner größten Ausdehnung reichte es im Westen noch deutlich weiter, bis nach Kleinasien und Ägypten).
Das Zentrum des Reiches bildete sich in der heutigen iranischen Provinz Fars aus, aus der die Sassaniden ursprünglich auch stammten. Die Residenzstadt Ardaschirs, Firuzābād, sowie die seines Sohnes und Nachfolgers Schapur I., Bischapur, bilden heute den Hauptteil des UNESCO-Weltkulturerbes „Archäologische Landschaft der Sassaniden in der Region Fars“. Neben den beiden stadtplanerisch bemerkenswerten Ortsanlagen selbst haben sich dort vor allem Festungs- und Palastanlagen der beiden Herrscher sowie einige der charakteristischen sassanidischen Felsreliefs erhalten. Diese Kunstform erreichte in der fraglichen Periode ihre Blütezeit und entwickelte sich zu einem wesentlichen Element der sassanidischen Herrscherpropaganda. In religiöser Hinsicht war in der sassanidischen Epoche der Zoroastrismus maßgeblich, der sich im archäologischen Befund durch Feuertempel niederschlägt.

## Eintragung
Die acht archäologischen Stätten der „Archäologischen Landschaft der Sassaniden in der Region Fars“ wurden am 30. Juni 2018 im Rahmen der 42. Sitzung des Welterbekomitees in die Liste des UNESCO-Weltkulturerbes eingeschrieben. Der entsprechende Antrag war im Jahr 2017 durch die Organisation für Kulturerbe, Handwerk und Tourismus, eine Regierungseinrichtung des iranischen Staates, eingereicht worden. Die archäologischen Befunde rund um die Stadt Firuzābād hatte Iran bereits 1997 auf die Vorschlagsliste für das UNESCO-Weltkulturerbe eingetragen.
Das Welterbekomitee sah bei seiner Entscheidung die Punkte (ii), (iii) und (iv) des Kriterienkataloges für die Liste des kulturellen Welterbes als erfüllt an. Die drei Kriterien beziehen sich (ii) auf den im geschützten Kulturgut zum Ausdruck kommenden Austausch verschiedener Kulturen, (iii) auf die herausragende Repräsentativität für eine (in diesem Fall architektonische) kulturelle Tradition sowie (iv) auf besondere Formen der Nutzung natürlicher Ressourcen und der Interaktion zwischen Mensch und Umwelt. Auf der Website der UNESCO heißt es zusammenfassend zur „Archäologischen Landschaft der Sassaniden in der Region Fars“:

“The archaeological landscape reflects the optimized utilization of natural topography and bears witness to the influence of Achaemenid and Parthian cultural traditions and of Roman art, which had a significant impact on the architecture of the Islamic era.”

„Die archäologische Landschaft spiegelt die optimierte Nutzung der natürlichen Umgebung wider und bezeugt den kulturellen Einfluss achämenidischer und parthischer Traditionen sowie der römischen Kunst, was einen entscheidenden Einfluss auf die Architektur der islamischen Epoche hatte.“

## Archäologische Stätten
Die archäologischen Stätten, die gemeinsam in das UNESCO-Weltkulturerbe aufgenommen wurden, befinden sich im Umfeld dreier Städte der Provinz Fars, Firuzābād, Bischapur und Sarvestan.
| Archäologische Stätte                   | Bild | Lage                                   | Beschreibung |
| --------------------------------------- | ---- | -------------------------------------- | --- |
| Ghal'eh Dokhtar                         |      | Firuzābād 28° 55′ 15″ N, 52° 31′ 48″ O | Stark befestigter repräsentativer Palast des ersten Sassanidenherrschers Ardaschir I., errichtet in seiner frühen Herrschaftszeit, noch vor dem Sieg über das Partherreich, auf einem steilen Felsen nahe seiner neuen Hauptstadt Ardeschir Chure (siehe unten). |
| Relief mit der Investitur Ardaschirs I. |      | Firuzābād 28° 55′ 0″ N, 52° 32′ 15″ O  | Felsrelief in der Nähe des Ghal'eh Dokhtar, von diesem durch einen Fluss getrennt. Dargestellt ist die Krönung Ardaschirs I. durch den zoroastristischen Schöpfergott Ahura Mazda (Detailabbildung oben im Kapitel „Hintergrund“). |
| Siegesrelief Ardaschirs I.              |      | Firuzābād 28° 54′ 36″ N, 52° 32′ 27″ O | Größtes der sassanidischen Felsreliefs, ebenfalls unter Ardaschir I. entstanden und zwischen Ghal'eh Dokhtar und der zweiten Residenz des Herrschers gelegen. Dargestellt ist der Sieg des Königs über den letzten Partherherrscher Artabanos IV. |
| Ardeschir Chure (heute Firuzābād)       |      | Firuzābād 28° 51′ N, 52° 32′ O         | Kreisrund angelegte Residenzstadt des Reichsgründers Ardaschir I., auch als Gur bezeichnet. Zwanzig Straßen führten in das Zentrum des Stadtgebietes, wo sich ein repräsentatives Palast- oder Regierungsgebäude befand, von dem sich heute nur noch ein als Minar bezeichnetes turmartiges Gebäude erhalten hat. |
| Palast Ardaschirs I.                    |      | Firuzābād 28° 53′ 53″ N, 52° 32′ 21″ O | Zweite Residenz Ardaschirs I., acht Kilometer von Ardeschir Chure entfernt und anders als das Ghal'eh Dokhtar eher auf repräsentative Wirkung als auf die leichte Verteidigung hin ausgelegt. Die Anlage bestand aus einer Eingangshalle und zwei Nebenhallen, die alle mit jeweils einer Kuppel bedeckt waren. Ebenfalls zum Komplex gehörte ein mit Fliesen ausgekleideter Teich, der durch eine natürliche Quelle gespeist wurde. |
| Bischapur                               |      | Bischapur 29° 47′ N, 51° 34′ O         | Residenzstadt des zweiten Sassanidenherrschers Schapur I., die nach griechisch-römischem Vorbild im Schachbrettmuster angelegt wurde. In der direkten Umgebung befinden sich Reste einer repräsentative Palastanlage sowie insgesamt sechs Felsreliefs aus dem 3. und 4. Jahrhundert, die Schapur und seine Nachfolger verherrlichen.                                                                                                |
| Schapurhöhle                            |      | Bischapur 29° 48′ 25″ N, 51° 36′ 47″ O | Höhle im Gebirge nordöstlich der Residenzstadt Bischapur, in der sich die acht Meter hohe Kolossal-Statue Schapurs I. befand, die aus einem Stalagmiten herausgearbeitet wurde. Möglicherweise handelt es sich um die Grabanlage dieses Königs. |
| Palast von Sarvestan                    |      | Sarvestan 29° 11′ 44″ N, 53° 13′ 52″ O | Lehmziegelruine südlich der heutigen Stadt Sarvestan, die als Palastanlage oder als Feuertempel aus sassanidischer Zeit gedeutet und in das 7. Jahrhundert, also die Spätphase sassanidischer Architektur, datiert wird. |